# Михайловка (Ленинский район)
Миха́йловка  (ранее Ново-Михайловка; укр. Михайлівка, крымскотат. Mihaylovka, Михайловка) — исчезнувшее село в Ленинском районе Республики Крым, на юго-востоке района и Керченского полуострова, в маловодной Чурбашской балке, примерно в 2 км к юго-западу от современного села Ивановка.

## История
Впервые в доступных источниках селение встречается в Списке населённых пунктов Крымской АССР по Всесоюзной переписи 17 декабря 1926 года, согласно которому в селе Ново-Михайловка, Либкнехтовского сельсовета Керченского района, числилось 40 дворов, из них 39 крестьянских, население составляло 183 человек, из них 182 руских и 1 немец. Постановлением ВЦИК «О реорганизации сети районов Крымской АССР» от 30 октября 1930 года (по другим сведениям 15 сентября 1931 года) Керченский район упразднили и село включили в состав Ленинского, а, с образованием в 1935 году Маяк-Салынского района (переименованного 14 декабря 1944 года в Приморский) — в состав нового района. По данным всесоюзной переписи населения 1939 года в селе проживало 192 человека. Время закрепления варианта названия Михайловка не установлено, но на подробной карте РККА Керченского полуострова 1941 года село обозначено уже под этим названием с 36 дворами.
После освобождения Крыма от фашистов, 12 августа 1944 года было принято постановление № ГОКО-6372с «О переселении колхозников в районы Крыма» и в сентябре того же года в район приехали первые новоселы 204 семьи из Тамбовской области, а в начале 1950-х годов последовала вторая волна переселенцев из различных областей Украины. С 25 июня 1946 года Михайловка в составе Крымской области РСФСР, а 26 апреля 1954 года Крымская область была передана из состава РСФСР в состав УССР. Время включения в Приозёрновский сельсовет пока не установлено: на 15 июня 1960 года село уже числилось в его составе. Указом Президиума Верховного Совета УССР «Об укрупнении сельских районов Крымской области», от 30 декабря 1962 года Приморский район был упразднён и вновь село присоединили к Ленинскому. В период между 1 января и 1 июня 1977 года Ивановка передана в Багеровский поссовет. По данным переписи 1989 года в селе проживало 2 человека. Исключено из учётных данных решением ВР АР Крым от 22 сентября 2006 года как село Багеровского поссовета.